# Kevin Hitchcock
Kevin Hitchcock (ur. 5 października 1962 w Canning Town) – były angielski piłkarz występujący na pozycji bramkarza. Od marca 2010 roku trener bramkarzy w West Ham United.

## Kariera
Hitchcock grał dla zespołu Barking zanim w 1983 roku trafił za 15 tysięcy funtów do Nottingham Forest. Rok później przebywał na wypożyczeniu w Mansfield Town i po zakończeniu sezonu 1983/1984 przeszedł definitywnie do tego zespołu za 140 tysięcy funtów. Wcześniej Hitchcock nie zadebiutował w Nottingham Forest. W zespole Mansfield Town grał przez cztery sezony i pomógł klubowi w awansie do Fourth Division w 1986 roku. Rok później Mansfield wygrało Football League Trophy, a w serii rzutów karnych finałowego meczu tych rozgrywek z Bristol City, Hitchcock obronił dwie jedenastki.
W marcu 1988 roku Hitchcock trafił do Chelsea za 250 tysięcy funtów i zadebiutował w tym klubie 26 marca w przegranym 1:0 meczu z Southampton. W londyńskim zespole grał do 2001 roku. W tym czasie rozegrał 96 ligowych spotkań. W czasie kariery w Chelsea Hitchcock odniósł wiele kontuzji, dlatego często nie grał w pierwszym zespole. Po opuszczeniu Londynu w 2001 roku został trenerem bramkarzy w Watford. Rolę tę piastował do 2004 roku. Następnie był trenerem bramkarzy w Blackburn Rovers i Manchesterze City, a od marca 2010 roku pełni tę rolę w West Ham United.